# Čičarovce
Čičarovce és un poble i municipi d'Eslovàquia. Es troba a la regió de Košice, a l'est del país. El 2017 tenia 902 habitants.

## Història
La primera referència escrita de la vila data del 1263.

## Demografia
| Godina             | 1994 | 2004    | 2014   | 2024   |
| ------------------ | ---- | ------- | ------ | ------ |
| Nombre de persones | 732  | 852     | 901    | 928    |
| Diferència         |      | +16,39% | +5,75% | +2,99% |

| Godina             | 2023 | 2024   |
| ------------------ | ---- | ------ |
| Nombre de persones | 930  | 928    |
| Diferència         |      | −0,21% |